# 겐나디 주가노프

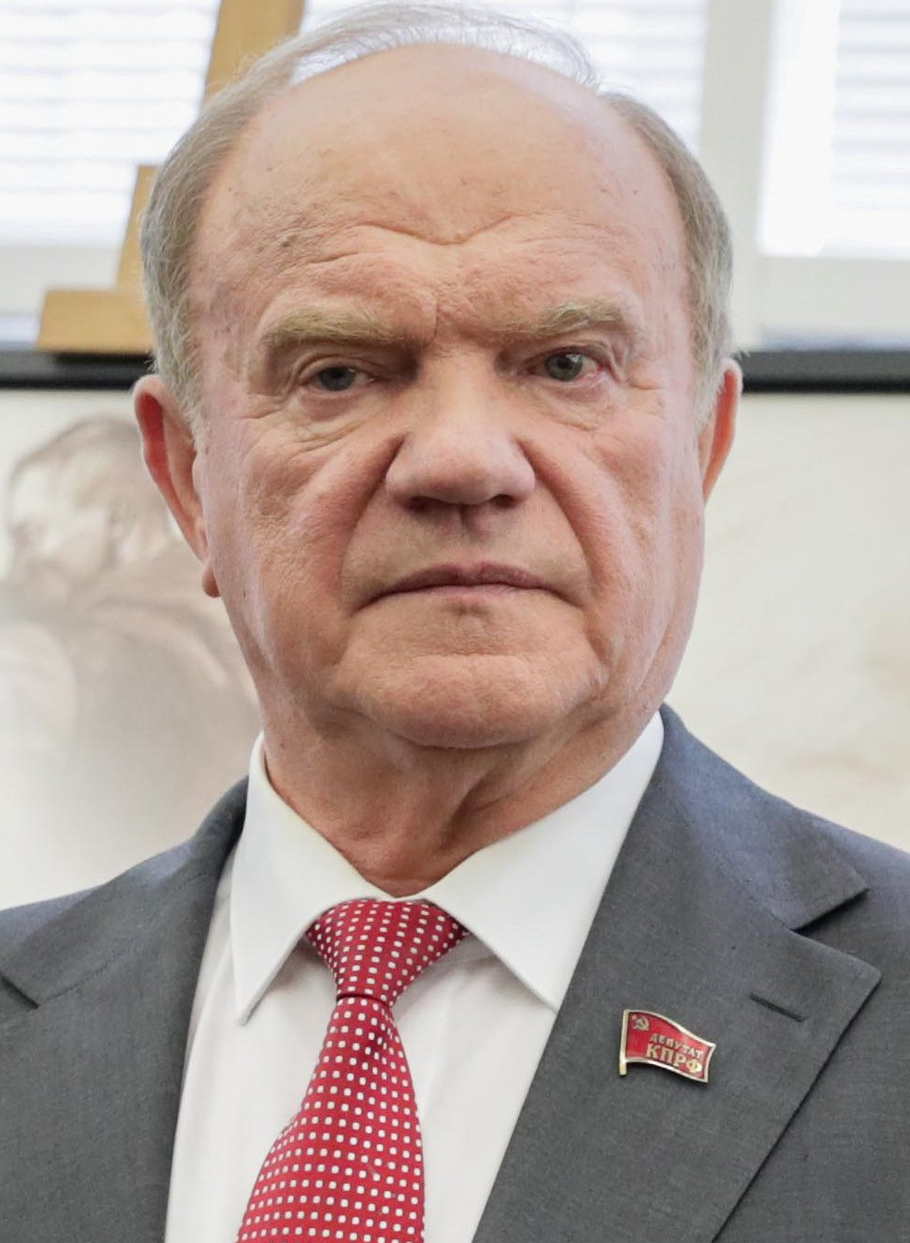
겐나디 주가노프(2022년)

겐나디 안드레예비치 주가노프(러시아어: Генна́дий Андре́евич Зюга́нов, 1944년 6월 26일~ )는 소련의 군인, 교사이자, 러시아의 정치인이고 러시아 연방 공산당의 당수(중앙 집행위원장)이다.
보리스 옐친·블라디미르 푸틴 시대에 러시아 연방 공산당을 중심으로 하는 극좌 세력을 지도하고, 옐친 정권을 비판했다. 그는 러시아의 1996년 대선에서 "지금보다 더 안정된 사회"를 슬로건으로 내세웠으나 옐친은 사람들로 하여금 공산당의 정권 장악을 두려워하게 하는 네거티브 공세를 펼쳤으며, 결국 옐친에게 패배하였다.
그후 2000년, 2008년 대선에서 당선되지 못하였고, 2004년 블라디미르 푸틴 대통령에 대한 재신임 투표 성향이 강했던 대선에는 불참했으며, 2012년 러시아 대선에 다시 출마를 선언했으나 낙선하였다. 2012년 대선 이후, "나는 결과에 승복하지 않겠으며, 끝까지 저항하겠다" 라고 말했다. 그러나 고령을 이유로 2018년 대선에서는 출마를 포기하였다.

## 논란
2012년 9월 11일, 크리스토퍼 스티븐스 주 리비아 미국 대사가 리비아 벵가지에서 무장 세력의 공격을 받고 숨지자 주가노프는 자신의 트위터에 "리비아 주재 미국 대사가 개처럼 살해당했다. 그는 리비아 '혁명'(2011년 리비아 내전)의 전문가였다. 뿌린 대로 받은 것이다"는 글을 개시하였다.
코메르산트 신문은 이후 국무부를 비롯한 미 행정부가 이미 주가노프 당수의 발언을 접했으며 2012년 미국 대선에서 누가 당선되든 주가노프에게는 부적절 발언에 대한 보복조치가 내려질 것이라고 전했다.

## 저서
- 《러시아는 무엇을 꿈꾸는가》- 겐나디 안드레예비치 주가노프 지음, 출판사 한울

## 역대 선거 결과
| 선거명      | 직책명          | 대수 | 정당               | 1차 득표율 | 1차 득표수   | 2차 득표율 | 2차 득표수   | 결과 | 당락 |
| ----------- | --------------- | ---- | ------------------ | ---------- | ------------ | ---------- | ------------ | ---- | ---- |
| 1996년 선거 | 러시아의 대통령 | 1대  | 러시아 연방 공산당 | 32.03%     | 24,211,686표 | 40.31%     | 30,102,288표 | 2위  | 낙선 |
| 2000년 선거 | 러시아의 대통령 | 2대  | 러시아 연방 공산당 | 29.24%     | 21,928,471표 |            |              | 2위  | 낙선 |
| 2008년 선거 | 러시아의 대통령 | 3대  | 러시아 연방 공산당 | 17.72%     | 13,243,550표 |            |              | 2위  | 낙선 |
| 2012년 선거 | 러시아의 대통령 | 4대  | 러시아 연방 공산당 | 17.18%     | 12,318,353표 |            |              | 2위  | 낙선 |